# 卡夫里亚纳
卡夫里亚纳（義大利語：Cavriana），是意大利曼托瓦省的一个市镇。总面积36平方公里，人口3871人，人口密度107.5人/平方公里（2009年）。国家统计（ISTAT）代码为020018。